# アルコRSD-7形ディーゼル機関車
アルコRSD-7は、アルコが1954年1月から1956年4月まで生産した車軸配置C-Cの電気式ディーゼル機関車である。

## 解説
本形式は、車軸配置C-C（6動軸）であるRSDシリーズの出力強化版である。RSD-4とRSD-5はV型12気筒ディーゼルエンジンであったが、本形式は同系の16気筒エンジンを搭載しており、出力が5割増となった。
出力の違う2つのバージョンがあり、設計記号DL-600は2,250馬力(1,700kW)、DL-600Aは2,400馬力(1,800kW)である。前者は2両のみ製造され、残る15両は後者の仕様で製造された。その後は、エンジンを251型としたRSD-12の製造に移行した。
形態的には、16気筒エンジンとなったためにRSD-5までと比べて全長が長くなり、それまで丸みを帯びていたフードが角張ったものになった。さらに、上部の四隅が欠き取られているのも特徴である。

## 新製時の所有者
| 鉄道                                              | 両数 | 車両番号  | 備考                         |
| ------------------------------------------------- | ---- | --------- | ---------------------------- |
| アッチソン・トピカ・アンド・サンタフェ鉄道 (ATSF) | 2    | 600-601   | アルコのデモ車を購入。DL-600 |
| アッチソン・トピカ・アンド・サンタフェ鉄道 (ATSF) | 10   | 602-611   | DL-600A                      |
| ペンシルバニア鉄道 (PRR)                          | 5    | 8606-8610 |                              |
| 合計                                              | 17   |           |                              |